# آتینگ
آتینگ (به آلمانی: Atting) یک شهر در آلمان است که در بایرن واقع شده‌است.

## خصوصیات
آتینگ ۱۴٫۹۱ کیلومترمربع مساحت دارد ۳۳۲ متر بالاتر از سطح دریا واقع شده‌است.